# SP-81
A Rodovia José Bonifácio Coutinho Nogueira (SP-81), anteriormente denominada Rodovia Dr. Heitor Penteado, é uma rodovia transversal do estado de São Paulo, administrada pelo Departamento de Estradas de Rodagem do Estado de São Paulo (DER-SP).

## Denominações
Recebe as seguintes denominações em seu trajeto:
Nome:	José Bonifácio Coutinho Nogueira, Rodovia
- De - até:	Sousas - Joaquim Egídio - Cabras
- Legislação: LEI 11.592 DE 03/12/2003[4]

## Descrição
Ela faz a ligação entre os distritos de Sousas e Joaquim Egídio, seguindo até a Serra das Cabras, próximo a divisa com o município de Morungaba, dando acesso ao Observatório Jean Nicolini.
Principais pontos de passagem: SP 065 (Campinas) - Sousas - Cabras

## Características

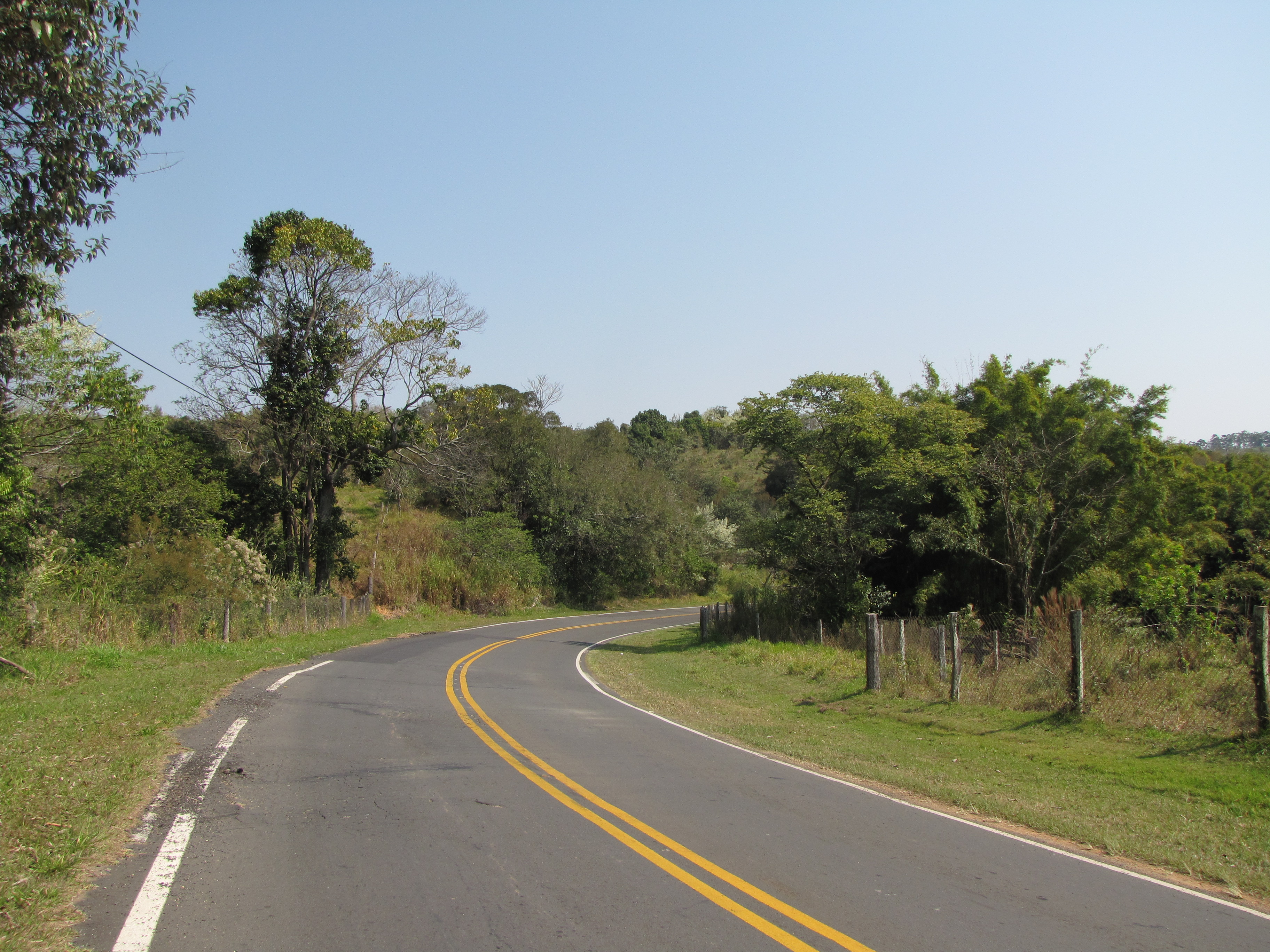
Trecho da SP-81 em Joaquim Egídio.

### Extensão
- Km Inicial: 0,000
- Km Final: 13,300

### Localidades atendidas
- Campinas
- Sousas
- Joaquim Egídio
- Morungaba